# Masato (napój alkoholowy)
Masato – rodzaj tradycyjnego napoju alkoholowego Indian Amazonii, wytwarzanego ze zmiażdżonych bulw korzenia manioku (tzw. kassawy), poddawanego procesowi fermentacji poprzez żucie i mieszanie ze śliną.
Każda rodzina wielopokoleniowa produkowała swoje własne masato. Picie tego napoju zawierającego niewielki procent alkoholu stanowi nierzadko część plemiennych uroczystości społeczno-religijnych w tym regionie, ale często jest też on traktowany jako zwykły napój o charakterze orzeźwiająco-chłodzącym.

## Wytwarzanie
Korzenie pokrojone w cienkie plasterki były najpierw gotowane, a potem zgniatane i częściowo przeżuwane przez młode dziewczęta. Masa ta, zmieszana ze śliną, była mieszana z wodą i podgrzewana ponownie nad ogniem. Ciecz była wlewana do wielkich naczyń (w połowie schowanych w ziemi i pokrytych liśćmi) i zostawiane na 2–3 dni, aby sfermentowała. Wokół naczyń wzniecany był ogień, by ogrzać napój przed podaniem.